# ريسا (النرويج)
ريسا، بالنرويجية Rissa، هي بلدية في مقاطعة سور تروندلاغ وتنتمي لإقليم فوسان. المقر الإداري للبلدية هو قرية أرنست، كما تضم قرى أخرى: أسكيام، هاسيلفيكا، هوسبيسيوان، رورفيكا، راكفاغ وستادسبيغد.

## معلومات عامة
تأسست بلدية ريست في عام 1860 بعد أن تم فصلها من بلدية ستادسبيغد، وأطلق عليها لاحقا اسم ريسا. في 1 يناير/كانون الثاني 1905 تم فصل لينفسيك الواقعة في الجزء الغربي من ترونهايمسفيورد من ريسا لتشكل بلدية مستقلة. في 1 يناير/كانون الثاني 1964 تم جمع كل من ستادسبيغد (باستثناء منطقة إنغدالن)، الجزء الجنوبي من ستيورنا وريسا في بلدية واحدة كبيرة أطلق عليها اسم ريسا.

### التسمية
في اللغة النوردية القديمة كان الاسم يكتب على النحو الآتي: Rissi، وهي على الأرجح كلمة مشتقة من الفعل rísa ويعني «يرتفع». قديما كان الاسم يهجئ: Rissen.

### شعار النبالة
تم اعتماد شعار النبالة في 23 يناير/كانون الثاني 1987، ويتكون من تاج فضي اللون مع خلفية خضراء. التاج يشير إلى تاج الدوق سكولا باردسون (رجل من طبقة النبلاء النرويجية خلال أواخر القرن الـ12)، وهو مصور على شاهد قبر قديم في كاتدرائية نيداروس. باردسون هو مؤسس ملكية الراين والمزرعة الموجودة بجوارها، وقد كان ارتداء التاج أمرا متعارفا عليها من طرف الدوقات النروجيين خلال العصور الوسطى.

### الكنائس
تمتلك كنيسة النرويج أربعة أبشريات في بلدية ريسا، وهي تابعة لعمادة فوسان وأسقفية نيداروس.
| الأبشرية    | اسم الكنيسة     | تاريخ البناء | موقع الكنيسة |
| ----------- | --------------- | ------------ | ------------ |
| هاسلفيكا    | هاسلفيكا كيركا  | مثال         | 1951         |
| ريسا        | ريسا كيركا      | مثال         | 1888         |
| ريسا        | راين كيركا      | مثال         | 1932         |
| ستادسبيغد   | ستادسبيغد كيركا | مثال         | 1842         |
| سور ستيورنا | رامسفيك كيركا   | مثال         | 1909         |
| سور ستيورنا | فرانغن كيركا    | مثال         | 1972         |

## الجغرافيا
تقع ريسا جنوب شبه جزيرة فوسن، وتمتد على تروندهايمسفيورد وستيارنفيورد. يحدها شمالا كل من بلديات: أفيورد، بيوغن وأرولاند. تضم البلدية بحيرة ستورفاتنت الواسعة الواقعة شرقا على الحدود مع لينسفيك.

## روابط خارجية
- الموقع الرسمي للبلدية (باللغة النرويجية). نسخة محفوظة 3 يونيو 2017 على موقع واي باك مشين.
- دليل سور تروندلاغ السياحي على Wikivoyage.
- إحصاءات حول البلدية في موقع الإحصاءات النرويجي.